# Boreoeutheria
Boreoeutheria (din greacă: Βορέας (Boreas) - ”nordic” + εὖ (eu) - „adevărat”, „autentic” + θηρίον (thēríon) - „fiară”) este o cladă (un magnordin) de mamifere placentare care include supraordinele Laurasiatheria și Euarchontoglires.
Cele mai vechi fosile descoperite aparținând acestui grup datează de acum aproximativ 65 de milioane de ani, la scurt timp după extincția Cretacic–Paleogen. Pe de altă parte, rezultatele filogeniei moleculare sugerează că acest taxon s-ar fi putut forma mai devreme, în perioada Cretacică. Conform filogeniei moleculare, boreueuterienii s-au desprins de celelalte placentare, incluse în clada Atlantogenata, cu 110 milioane ani în urmă.
Ultimul strămoșul comun al Boreoeutheria a trăit acum între 100 și 90 de milioane de ani, din care au deviat cele două linii evoluționiste: Laurasiatheria și Euarchontoglires. Caracteristic pentru unii reprezentanți este prezența scrotului (la scrotifere și la unele primate). Cladograma de mai jos arată încadrarea Boreoeutheria în arborele filogenetic al mamiferelor:
|  | Afrotheria |
|  |            |
|  | Xenarthra  |
|  |            |

|  | Glires     |
|  |            |
|  | Euarchonta |
|  |            |

|  | Eulipotyphla |
|  |              |
|  | Scrotifera   |
|  |              |

|  | Glires     |
|  |            |
|  | Euarchonta |
|  |            |

|  | Eulipotyphla |
|  |              |
|  | Scrotifera   |
|  |              |

|  | Afrotheria |
|  |            |
|  | Xenarthra  |
|  |            |

|  | Glires     |
|  |            |
|  | Euarchonta |
|  |            |

|  | Eulipotyphla |
|  |              |
|  | Scrotifera   |
|  |              |

|  | Glires     |
|  |            |
|  | Euarchonta |
|  |            |

|  | Eulipotyphla |
|  |              |
|  | Scrotifera   |
|  |              |